# Tenderness (Duff McKagan)
Tenderness è il secondo album da solista di Duff McKagan, pubblicato il 31 maggio 2019. L'album ha ricevuto ampi consensi dalla critica ed è stato incluso da Loudwire tra i migliori 50 album rock del 2019. Nel corso degli anni, Tenderness è stato riconosciuto come uno dei lavori più significativi nella carriera solista di McKagan, apprezzato per la sua fusione di rock classico con sonorità più moderne e introspective.
L'album Tour dei Guns N' Roses, ispirato ai viaggi intrapresi da McKagan durante il Not in This Lifetime Tour, può essere considerato una sorta di appendice musicale del suo libro pubblicato nel 2015, Come essere un uomo.
La registrazione dell'album ha avuto inizio durante il tour con i Guns N' Roses e include collaborazioni con Shooter Jennings, The Waters e The Suicide Horn Section.
La canzone Last September è stata scritta come risposta al Movimento Me Too: il testo racconta in modo dettagliato un’esperienza di incontro sessuale indesiderato.
Il 19 febbraio 2019, Duff McKagan ha annunciato due concerti insieme a Shooter Jennings, previsti per maggio dello stesso anno. Contestualmente, è stata anticipata una nuova canzone, Tenderness, scelta come singolo e pubblicata il 22 febbraio 2019.
Il secondo singolo estratto dall'album è stato Chip Away. Successivamente, il 19 aprile McKagan ha presentato il terzo singolo, Do Not Look Behind You, mentre il 17 maggio ha pubblicato un nuovo brano intitolato Last September.
Il 30 maggio 2019 ebbe inizio un tour di supporto all’album, con Duff McKagan accompagnato da Shooter Jennings.
L'album è stato pubblicato in diverse versioni, tra cui CD, LP e edizioni Deluxe con vinili colorati in giallo e rosso. L’edizione in vinile LP omette la traccia Cold Outside e inverte l’ordine delle tracce Feel e Breaking Rocks.

## Tracce
1. Tenderness – 4:03
2. It’s Not Too Late – 4:09
3. Wanted Heart – 4:41
4. Falling Down – 3:10
5. It Happened Late September – 6:21
6. Chip Away – 3:21
7. Cold Outside (CD and digital edition only) – 4:42
8. Feel – 4:38
9. Breaking Rocks – 3:02
10. Parkland – 3:34
11. Don’t Look Behind You – 6:14